# روبی بارنهیل
روبی بارنهیل (انگلیسی: Ruby Barnhill؛ زادهٔ ژوئیه ۲۰۰۴ (۲۰ سال)) یک بازیگر سینما، و هنرپیشه اهل بریتانیا است. وی از سال ۲۰۱۴ میلادی تاکنون مشغول فعالیت بوده‌است.
از فیلم‌ها یا برنامه‌های تلویزیونی که وی در آن نقش داشته‌است می‌توان به غول بزرگ مهربان و کلوپ ساعت ۴
اشاره کرد.